# Long Shot Party
I Long Shot Party erano un gruppo musicale ska giapponese, formato a Sendai nel 1998.
Pubblicarono il loro primo EP, intitolato Making Ourself Understood in our Sounds nel gennaio 2000, a cui è seguito nell'ottobre 2002 il primo album studio Delta Force, pubblicato per un'etichetta indipendente.
Ad ottobre 2007, il gruppo ha firmato un contratto con l'etichetta discografica DefSTAR, con cui pubblica il primo singolo Distance nel gennaio 2008, che viene utilizzata come seconda sigla d'apertura per l'anime Naruto Shippuden. Il singolo Ano Hi Time Machine viene invece utilizzato come sigla per la serie Natsume Yuujinchou.
Il gruppo si è sciolto nel 2010.

## Membri
- Sasaji (Voce)
- Ken Iikawa (Tromba)
- Kj (Sax)
- Shuichi (秀一?) (Chitarra)
- SAITARO (Basso)
- P×O×N (ポン?) (Batteria epercussioni)

## Discografia

### Singoli
- 2001 - Walkin' on the country road
- 2002 - Swear
- 2008 - Distance
- 2008 - My Way (マイウェイ?)
- 2009 - Time Machine to That Day (あの日タイムマシン?, Ano hi Time Machine)
- 2009 - Heart Beat (ハートビート?, Hāto Bīto)

### Album
- 2000 - Making Ourself Understood in our Sounds
- 2002 - Delta Force
- 2003 - sonic
- 2004 - Razzoodock
- 2005 - Gardens 13h
- 2006 - Pointirhythm
- 2010 - Long Shot Party